# 伦敦龙虾
伦敦龙虾（London lobsters）又稱黑泽尔里格的龙虾（Haselrig's Lobsters），有時就簡稱龙虾（Lobsters），是圓顱黨人亚瑟·黑泽尔里格男爵在英格蘭內戰中率领的骑兵部队。伦敦龙虾（团级规模）是极少数接受过胸甲骑兵训练的部队之一，龙虾的這一名稱就源自胸甲骑兵所装备的的板甲。伦敦龙虾认为是英格蘭內戰初期圆颅党骑兵部队中极少的能抵御骑士党的骑兵冲锋的一支部队。黑泽尔里格的龙虾部队可能是英格兰的土地上最后一支身着全身护甲作战的部队，在全欧洲也算得上是最后一批。